# Сент-Пол (Міннесота)
Сент-Пол (англ. Saint Paul, індіанська назва Імнізаска) — місто в США, адміністративний центр округу Ремсі штату Міннесота. Населення на 2016 рік налічувало 304443 мешканці. Сент-Пол є другим найбільшим містом Міннесоти.
Разом з Міннеаполісом утворюють 16-ту за розміром міську конурбацію у ЗДА з населенням 3,52 мільйони осіб й відомі як "Твін-сіті" (Місто-двійня).
Місто переважно лежить на лівому березі річки Міссісіпі біля впадіння у неї річки Міннесота.
Місто було засноване біля історичного індіанського поселення Імнізаска як торговий й транспортний центр. Значення міста піднялося коли Сент-Пол став столицею Міннесоти. Хоча сусідній Міннеаполіс є ширше відомим, у Сент-Полі розташований уряд штату Міннесота та інші важливі організації.
Сент-Пол відомий центром Xcel Energy Center, спортивною командою Міннесота Вайлд, Міннесотським науковим музеєм та високим рівнем освіченності.

## Назва
Індіанці називають місто Імніза-Ска-Дан - "Мала біла скеля", за білими пісковими скелями.[джерело?]
Названий Сент-Пол за католицьким кафедральним собором Святого Павла.

## Географія
Сент-Пол розташований за координатами 44°56′56″ пн. ш. 93°6′14″ зх. д. / 44.94889° пн. ш. 93.10389° зх. д. (44.948869, -93.103855).  За даними Бюро перепису населення США в 2010 році місто мало площу 145,50 км², з яких 134,62 км² — суходіл та 10,88 км² — водойми.

### Клімат
| Клімат : Сент-Пол          | Клімат : Сент-Пол | Клімат : Сент-Пол | Клімат : Сент-Пол | Клімат : Сент-Пол | Клімат : Сент-Пол | Клімат : Сент-Пол | Клімат : Сент-Пол | Клімат : Сент-Пол | Клімат : Сент-Пол | Клімат : Сент-Пол | Клімат : Сент-Пол | Клімат : Сент-Пол | Клімат : Сент-Пол |
| Показник                   | Січ.              | Лют.              | Бер.              | Квіт.             | Трав.             | Черв.             | Лип.              | Серп.             | Вер.              | Жовт.             | Лист.             | Груд.             | Рік               |
| Абсолютний максимум, °C    | 13,9              | 15,0              | 28,3              | 33,9              | 33,9              | 39,4              | 40,6              | 39,4              | 35,0              | 31,1              | 23,9              | 18,9              | 40,6              |
| Середній максимум, °C      | −3,3              | −0,6              | 6,1               | 14,4              | 21,7              | 26,7              | 29,4              | 27,8              | 22,8              | 15,0              | 5,6               | −1,7              | 13,7              |
| Середня температура, °C    | −8,6              | −5,8              | 0,8               | 8,9               | 15,8              | 20,8              | 23,6              | 22,2              | 17,2              | 10,0              | 1,4               | −6,1              | 8,4               |
| Середній мінімум, °C       | −13,9             | −11,1             | −4,4              | 3,3               | 10,0              | 15,0              | 17,8              | 16,7              | 11,7              | 5,0               | −2,8              | −10,6             | 3,1               |
| Абсолютний мінімум, °C     | −33,9             | −35,6             | −31,7             | −16,1             | −6,1              | 2,2               | 7,2               | 5,6               | −3,3              | −9,4              | −25,6             | −33,9             | −35,6             |
| Норма опадів, мм           | 20                | 17                | 39                | 73                | 94                | 107               | 112               | 121               | 83                | 74                | 46                | 28                | 814               |
| -------------------------- | ----------------- | ----------------- | ----------------- | ----------------- | ----------------- | ----------------- | ----------------- | ----------------- | ----------------- | ----------------- | ----------------- | ----------------- | ----------------- |
| Джерело: U.S. climate data |                   |                   |                   |                   |                   |                   |                   |                   |                   |                   |                   |                   |                   |

## Історія
За розкопками у Індіанських курганів парку приблизно 2 тисячі років тому племена Гопвельської культури заселили цю місцевість. Відомо що з початку 17 сторіччя до 1837 року тут жили індіанці народу Дакота, що відносилися до народів Сю.
До 1803 року землі належали Франції. 1803 року ЗДА придбало Французьку Луїзіану.
Американський уряд заснував Форт-Снеллінг 1819 року, де сьогодні район Ламбертс Лендінг.
Переважна більшість перших поселенців були французькими колоністами з сусідніх місцевостей.
1837 року усі землі на схід від Міссісіпі перейшли з власності індіанців до власності американського уряду. 1938 року француз П’єр Парран під прізвиськом «Свиняче око» відомий з 1832 року як винокур, відкрив свою шинкарню. За містом закріпилася назва Пиґс-Ай (Свиняче Око), за популярною шинкарнею Паррана. 1841 року французький католицький священник Люс'єн Галтьє заснував храм Святого Павла (Поля), після чого місто отримало більш відповідну до свого статусу назву - Сент-Пол.
1848 року Сент-Пол став столицею території Міннесота, а з 1858 року - штату Міннесота.
1904 року місто було сильно пошкоджено штормами з блискавками та торнадо.
з 1970-их років у місті почався бум будівництва хмарочосів.

## Демографія
Згідно з переписом 2010 року, у місті мешкало 285 068 осіб у 111 001 домогосподарстві у складі 59 689 родин. Густота населення становила 1959 осіб/км².  Було 120795 помешкань (830/км²).
Расовий склад населення:
| - 60,1 % — білих - 15,7 % — чорних або афроамериканців - 15,0 % — азіатів - 1,1 % — корінних американців - 0,1 % — вихідців з тихоокеанських островів - 3,9 % — осіб інших рас |

До двох чи більше рас належало 4,2 %. Частка іспаномовних становила 9,6 % від усіх жителів.
За віковим діапазоном населення розподілялося таким чином: 25,1 % — особи молодші 18 років, 65,9 % — особи у віці 18—64 років, 9,0 % — особи у віці 65 років та старші. Медіана віку мешканця становила 30,9 року. На 100 осіб жіночої статі у місті припадало 95,6 чоловіків;  на 100 жінок у віці від 18 років та старших — 92,6 чоловіків також старших 18 років.
Середній дохід на одне домашнє господарство  становив 67 612 долари США (медіана — 48 757), а середній дохід на одну сім'ю — 82 900 доларів (медіана — 62 381). Медіана доходів становила 45 130 доларів для чоловіків та 40 952 долари для жінок. За межею бідності перебувало 22,3 % осіб, у тому числі 31,3 % дітей у віці до 18 років та 11,9 % осіб у віці 65 років та старших.
Цивільне працевлаштоване населення становило 147 079 осіб. Основні галузі зайнятості: освіта, охорона здоров'я та соціальна допомога — 29,2 %, науковці, спеціалісти, менеджери — 11,5 %, виробництво — 11,2 %.

## Транспорт
У 2014 році в місті відкрилась лінія легкого метро, що обслуговує метрополійну область Мінніаполіс— Сент-Пол.

## Спорт
З 1976 року у місті проводиться міжнародний марафон. Хокейна команда Міннесота Вайлд.

## Відомі люди
- Дейв Ленджевін — американський хокеїст.
- Йоргос Папандреу — Прем'єр-міністр Греції (2006—2011).
- Ліндсі Вонн — американська гірськолижниця. Дворазова чемпіонка світу.
- Крейг Сернер — американський хокеїст
- Річард Дікс (1893—1949) — американський актор
- Френсіс Скотт Фіцджеральд (1896—1940) — американський письменник
- Річард Арлен (1899—1976) — американський актор кіно і телебачення
- Една Тіченор (1901—1965) — американська кіноакторка епохи німого кіно.

### Українці Сент-Пола
У Сент-Полі близько 2000 українців; у 1930-х роках ледве 30 родин). Дві українські парафії: греко-католицька і православна — обидві засновані 1951.
Відомі українці Сент-Пола:
- Олександр Грановський (1887—1976) — зоолог-ентомолог,
- Сергій Григор'єв (1896—1975) — архітектор,
- Степан Луцик (1906—1963) — артист-маляр,
- Дмитро Соловей (1888–1966) — історик, економіст і статистик, педагог і публіцист, дійсний член УВАН у США,
- Оксана Соловей (1919—2004) — письменниця, етнограф.

## Коментар
1. ↑  Річний дохід на особу, яка працювала на повну ставку. Оцінка в доларах 2015 року.